# Chapelle Saint-Médard-Lagarénie d'Issepts
La chapelle Saint-Médard-Lagarénie d'Issepts est une chapelle catholique située au lieu-dit de Lagarénie, sur le territoire de la commune d'Issepts, dans le département du Lot,  en France. Chapelle romane du XIe siècle, elle est inscrite aux monuments historiques.

## Historique
La terre de Lagarénie aurait été donnée en 982 par Ranulphe, vicomte d’Aubusson, au monastère Notre-Dame-des-Artels de Fons, qu'il avait fondé dépendant de l’abbaye Saint-Sauveur de Figeac. 
Une première aurait été construite dans le troisième quart du XIe siècle. Elle aurait eu un transept dont les bras auraient été détruits lors de la reconstruction complète plus large de la nef à la fin du XIe siècle. La nef est alors couverte d'un plafond.
L'église fait partie d'un prieuré au XIIe siècle. 
La façade a été modifiée au XVIIIe siècle qui est alors décorée de deux pilastres et terminée en pignon à degrés qui forme un clocher-mur. Le portail date de 1833.
La nef est voûtée en plein cintre avec des briquettes en 1830.
Des travaux de restauration ont été faits en 2003.
L'édifice est inscrit au titre des monuments historiques le 22 mai 1978.

## Description
L'église est à vaisseau  unique et se termine par une abside semi-circulaire, voûtée en cul-de-four. La nef était couverte d'une simple charpente avant d'être voûtée en 1830.